# A szoba (film, 2003)
A szoba (The Room) 2003-ban bemutatott amerikai film, amelyet Tommy Wiseau rendezett, valamint ő volt a főszereplője, producere és írója is egyben. A film Amerikában nagy kultusz övezi, a „legjobb legrosszabb film” közé sorolják.
A film rendezője több héten át fizetett a mozis vetítésekért, hogy nevezhesse az Oscarra. A bevétel eleinte csak 1800 dollár volt, de a mozis vetítések a mai napig tartanak. Az éjszakai vetítések azóta nyereségessé tették a filmet, amelynek az elkészítése – nem hivatalos hírek szerint – 6 millió dollárra rúgott. Az eredetileg filmdrámának készült filmet ma már inkább vígjátékként nézik, és a vetítések igazi happeningek: a közönség belekiabál a filmbe, műanyag kanalakat dobálnak a vászon felé, interaktívan részt vesznek a jelenetekben. A film övezte kultusz miatt készült el A katasztrófaművész című film James Franco rendezésében, amelya film keletkezési körülményeit mutatja be egyfajta mockumentaryként.

## Rövid összefoglaló
A történet főszereplője Johnny, egy sikeres ember, akinek az élete tökéletesnek látszik. Gyönyörű barátnője van, akivel alig egy hónap múlva összeházasodik. Van egy csodálatos legjobb barátja, egy jó munkahelye és további barátai, akik szeretik és tisztelik őt. Ám egy nap Johnny tökéletesnek látszó élete gyökeresen megváltozik, amikor menyasszonya, Lisa furcsán kezd viselkedni.